# Conus tigris
Conus tigris é uma espécie de gastrópode do gênero Conus, pertencente a família Conidae.